# Рапопорт, Алек
Алек Рапопо́рт (24 ноября 1933, Харьков — 4 февраля 1997, Сан-Франциско, Калифорния) — русский художник-нонконформист, живописец, график, теоретик искусства и педагог.

## Биография и творчество
Провёл детство в Киеве (Украинская ССР). Во время сталинских «чисток» его родители были арестованы как «враги народа». Отец расстрелян, мать сослана в лагерь. Мальчик остался на попечении тёти, с которой был эвакуирован в 1941 году в Уфу (Башкирская АССР). Здесь, в голодные и холодные военные годы, пришло увлечение рисованием.
После войны АР оказался в городе Черновцы на Западной Украине. Учась в Доме народного творчества, находился под влиянием своего первого учителя Е. Я. Сагайдачного (1886—1961), члена формалистических групп 1910-х годов «Союз молодёжи» и «Ослиный хвост». Большую роль в жизни мальчика сыграла и художница И. М. Беклемишева (недоступная ссылка) (1903—1988), которая, заметив незаурядные способности АР, способствовала его отъезду в Ленинград для учёбы в специальном художественном учебном заведении.
В 1950 году АР поступил в Ленинградское художественное училище имени В. А. Серова на Таврической улице (бывшая Школа императорского Общества поощрения художеств, ОПХ), с которым он будет связан восемь лет с перерывом на службу в армии (Биробиджан, Еврейская автономная область, РСФСР) как студент и три года (1965—1968) — как преподаватель. В училище ещё работали его основатели, скрывавшие своё формалистическое прошлое: Я. К. Шабловский, В. М. Судаков, А. А. Громов. Они приблизили студентов к пониманию современного изобразительного искусства и отрицанию социалистического реализма как единственного творческого метода. Дипломная работа АР «Возложение венков на Марсовом поле» была объявлена формалистической. Это клеймо будет сопутствовать художнику всю его жизнь в России.

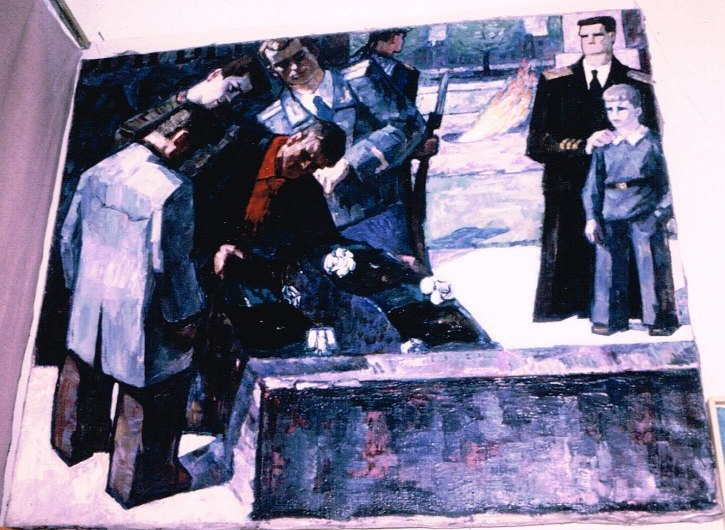
Возложение венков на Марсовом поле, 1958

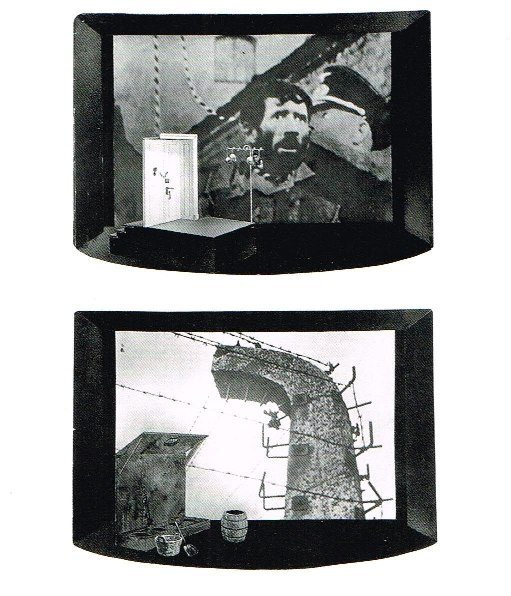
Страх и отчаяние в Третьей империи, 1962. Эскизы декораций к пьесе Б.Брехта

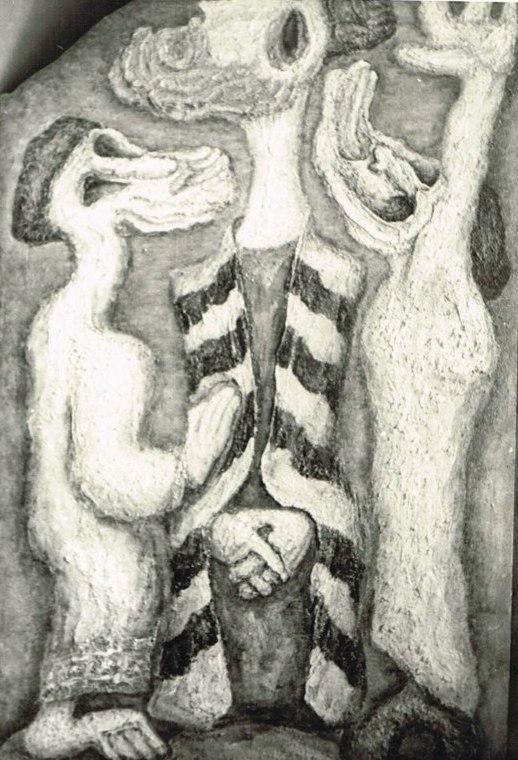
Три фигуры, 1966

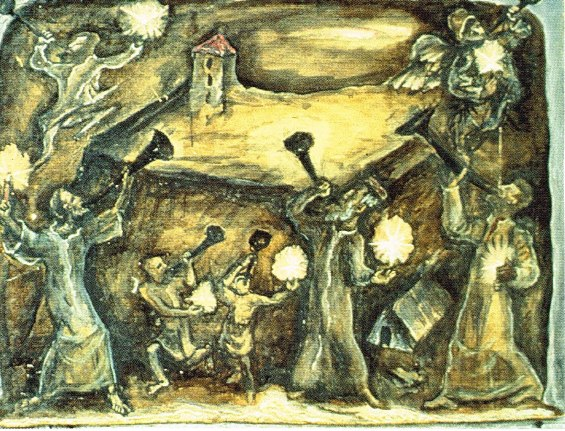
Падение Иерихона, 1970

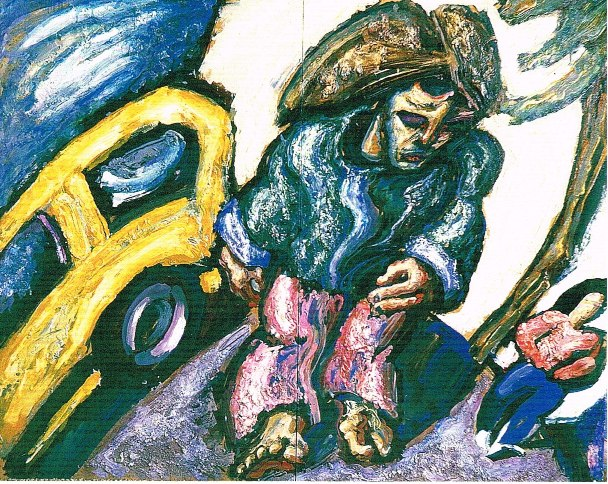
Бродяга и жёлтый автомобиль, 1984

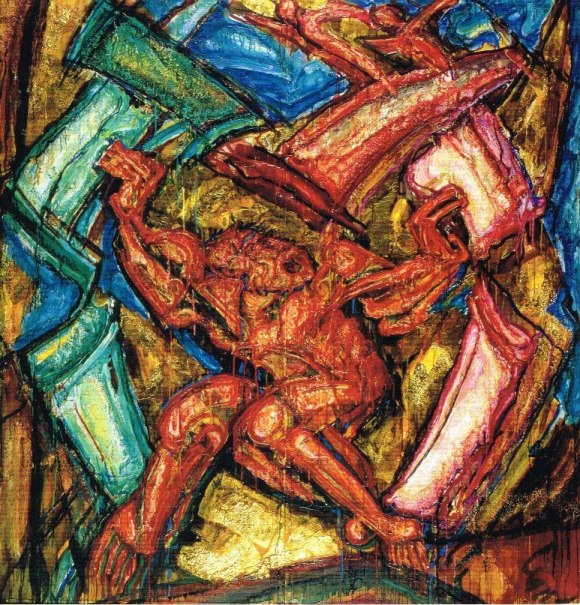
Самсон, разрушающий храм Филистимлян, 1989

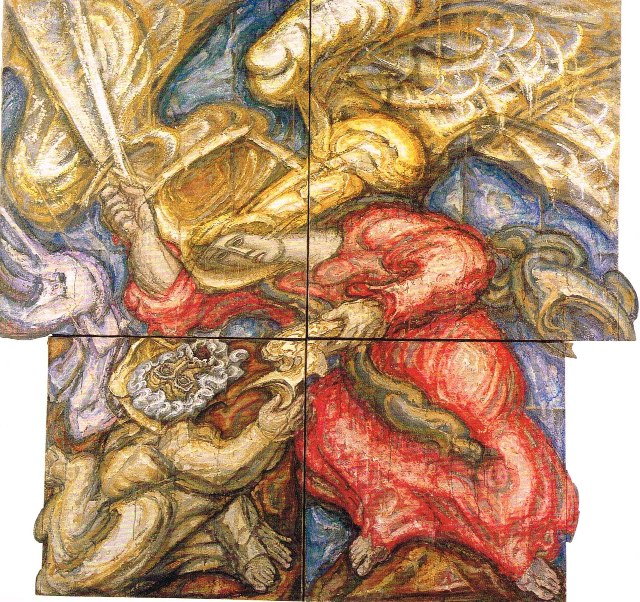
Ангел и пророк, 1991

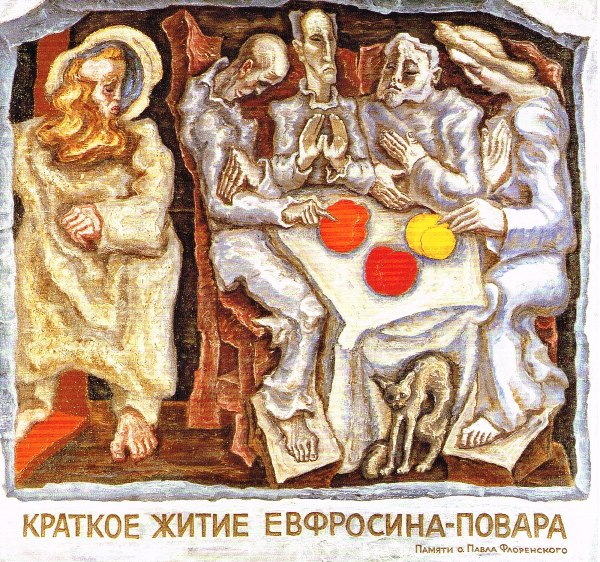
Краткое житие Евфросина-повара, 1978

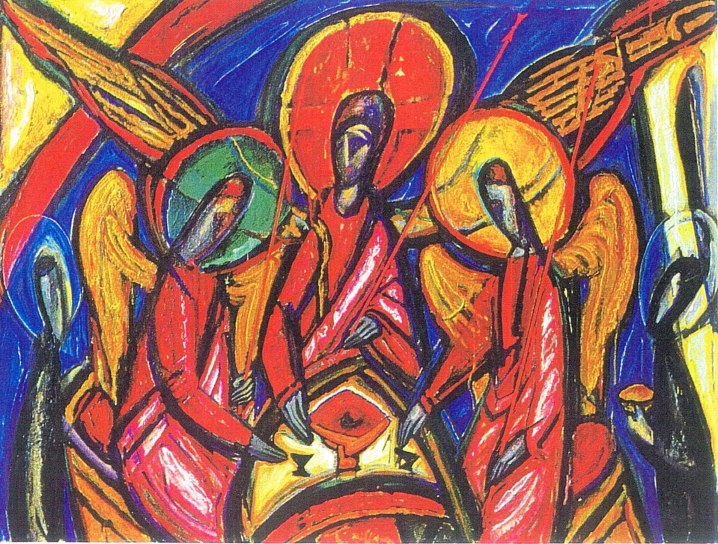
Троица в тёмных тонах, 1994

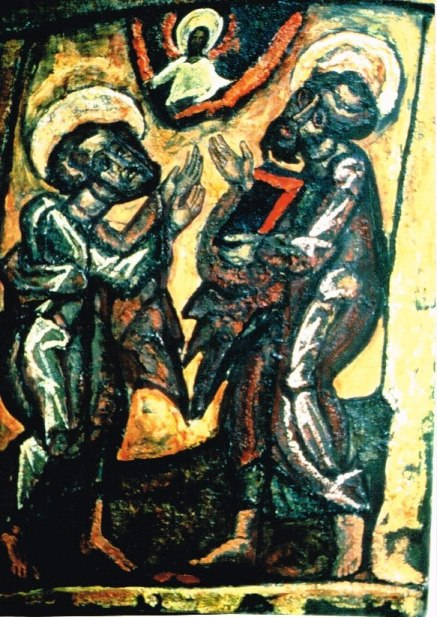
Иудео-христианские апостолы Пётр и Павел, 1995

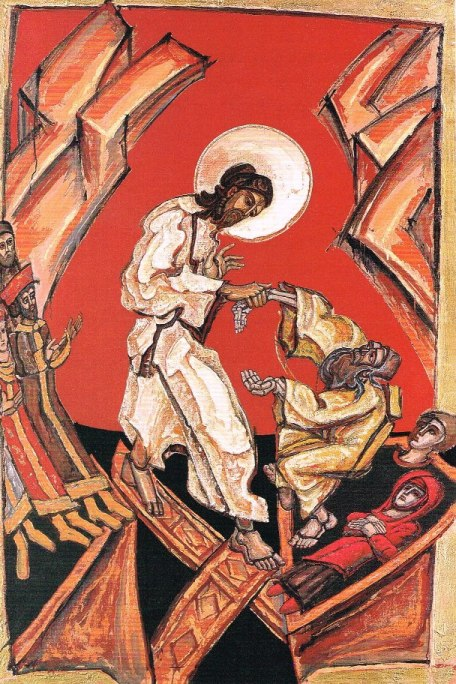
Анастасис-1, 1996

В 1960-е годы художник много занимался самообразованием, изучая литературу и копируя в Эрмитаже старых мастеров. «Моё развитие как художника было медленным процессом, — вспоминал АР, — ни долгие, тёмные ленинградские зимы, ни подавляющие 1950-е годы не способствовали развитию чувства цвета в моей работе. Цвет пришёл позже через выставки П.Сезанна, Ж.Руо, П.Кончаловского. Копирование в Эрмитаже Сезанна, который дал понимание цветовой структуры, очень убедительно наложившейся на аналитическую систему рисунка, было для меня наилучшей школой живописи».
Вскоре произошла судьбоносная встреча, повлиявшая на формирование АР как художника независимого направления. Он показал свои работы известному художнику и режиссёру Н. П. Акимову и, сдав экзамены, был принят на его художественно-постановочный факультет в ЛГИТМиК им. Черкасова (Санкт-Петербургская государственная академия театрального искусства, Моховая ул.).
Несмотря на то, что изобразительный стиль самого учителя был чужд ученику (Акимов тяготел к искусству Вермеера и Дали), личное воздействие, структурность мышления и режиссёрский талант Акимова сильно помогли АР в преподавательской и дизайнерской работе, книге, кино, а также в техническом дизайне, которым он будет впоследствии, в течение девяти лет, заниматься в Сан-Франциско.
Н. П. Акимов строил свой курс театральной композиции на основах русского супрематизма-конструктивизма, поощряя при этом учеников раскрывать свою индивидуальность и реализовывать собственное видение. Сам АР идентифицировал себя как продолжателя русского конструктивизма, уходящего корнями в старое искусство Средиземноморья и Византии. В 1963 году художник окончил институт. Его дипломной работой было оформление пьесы И.Бабеля «Закат».
Для подготовки к ней художник углубился в изучение еврейского наследия. Путешествуя по югу России, он обнаружил исчезающие синагоги с первоклассными анонимными росписями, зарисовал символы могильных плит старых кладбищ, исходил всю Одессу в поисках нужных персонажей и общего аромата произведений И. Бабеля. Эти материалы пригодились художнику и в его последующей работе.
Деятельность АР в 1960—1970-е годы чрезвычайно многообразна и направлена на попытку примирить собственное творчество и официальное искусство. В этом стремлении наибольшую возможность давала работа над театральными постановками для Домов народного творчества Ленинграда и театра в Волхове: «Страх и отчаяние в Третьей Империи» Б.Брехта, «Пиковая дама» А. С. Пушкина, «Бронепоезд 14-69» Вс. Иванова, «Тётка Чарлея» Т.Брэндона и др.
Большое удовлетворение приносила и преподавательская работа в Серовском училище, где АР пытался перешагнуть через косность и рутинность преподавания по системе «социалистического реализма». Он использовал курс пропедевтики Н. П. Акимова, ввёл в новый курс «Техническая эстетика» элементы бионики, знакомил учеников с работой структуралистов Ю.Лотмана Тартуской школы, с «Модулором» Ле Корбюзье, с учебными упражнениями Баухауза, с русским конструктивизмом, русской иконой, с современным искусством Запада. Результатом было увольнение с работы за «идеологическую диверсию».
Теперь художник переключается целиком на творческую работу. После Шестидневной войны 1967 года усилился рост самосознания среди интеллигенции, в том числе еврейской, возрос интерес к еврейской культуре в её высоком библейском смысле. АР откликнулся большой серией живописных и графических работ.
События художественной жизни Ленинграда 1970-х годов определили дальнейшее развитие творчества и деятельности АР. Он примкнул к возникшему движению «художников-нонконформистов», объединившихся в группу ТЭВ (Товарищество экспериментальных выставок), участвовал в знаменитых выставках во Дворце культуры им. Газа (1974), в Невском Дворце культуры (1975), в серии квартирных выставок Ленинграда и Москвы. «Я считаю движение нонконформизма крупным событием в современной живописи, — вспоминал АР, — это была борьба не только за демократизацию и независимость изобразительного искусства, но также против насилия и жестокости властей. Творчество „отвергнутых“ оказывалось как бы исходной точкой социальной критики. Это был самый настоящий нонконформизм. И возник он не вдруг, но всегда тлел в советской жизни. Первыми были Филонов, Татлин, Фальк, Ларионов, Гончарова. Потом наше поколение. Власти всячески пытались затушевать творчество нонконформистов, свести на нет их значимость, но оно все же было признано и оценено».
В 1974—1976 годах АР стал одним из организаторов другого неофициального объединения АЛЕФ — группы ленинградских еврейских художников, объединившихся и показавших свои работы сначала в Ленинграде, а потом в Москве. Эта деятельность АР усилила конфликт с властями и привлекла внимание КГБ. Обстановка накалялась, жить и работать становилось опасным. В октябре 1976 года художник с женой и сыном покинули Россию.
Семья прошла обычный путь эмигрантов через Австрию, Италию в Америку. Полугодовое пребывание в Италии слегка смягчило горечь потери России. «Через Византию, Тинторетто, Сезанна, вплоть до нас, русских художников, всё вышло из Присредиземноморья, всё было заварено в этом котле. Это здесь была та колыбель, где родились наши религии, наши храмы, города, наши ритмы, наше искусство. Конструкция европейского города с его освещением дала начало системам перспективных построений, в которых прежде всего воплотилась идея монотеизма, идея Бога». В Италии АР был приглашён выставить две работы на Биеннале 1977 в Венеции, сделал телевизионную передачу о нонконформистском искусстве в СССР, создал несколько живописных и графических работ.
В 1977 году семья получила разрешение на въезд в США и волею судьбы поселилась в Сан-Франциско. В самом начале пребывания в Америке АР был под впечатлением обманчивого чувства свободы. Вскоре он осознал, что свобода, то есть её видимость при реальном отсутствии, есть здесь лишь для тех художников, которые подчинились коммерциализму, бороться с которым оказалось труднее, чем с социалистическим реализмом. Эмиграцию художник переживал тяжело, но ни на один день не прекращал своей творческой работы. В первые годы он пытался перекинуть мостки между своим творчеством и американским зрителем. Он создал большую серию «Образы Сан-Франциско», а затем эта тема стала одной из ведущих в его творчестве. В этих работах зрители увидели новое восприятие города, который предстал перед ними как большой непредумышленный театр с его уникальным интернациональным духом, призрачно-прозрачным светом, идущим от Тихого Океана, но и со своеобразной обречённостью.
В 1977—1978 годах при содействии BACSJ (Bay Area Council of Soviet Jews, San Francisco) АР, в качестве представителя группы АЛЕФ, известной в Америке под названием «12 from the Soviet Underground» («Двенадцать из советского подполья»), объехал много городов Америки с лекциями и сопровождая передвижную выставку работ художников АЛЕФ.
АР вырос в антирелигиозной атмосфере. Библия, попавшая в руки 16-летнему юноше, в соединении с влиянием глубоко религиозного искусства русских (византийских) икон, в сочетании с искусством Возрождения, под воздействием учений русских религиозных философов — сыграла определяющую роль в последующем творчестве художника. Начиная с 1960-х годов он постоянно прибегает к сюжетам Ветхого и Нового Завета. Изображение Пророков на много лет становится главной темой его творчества.
1980-е годы были насыщены творчеством и богаты событиями внешней жизни: участие в многочисленных выставках Сан-Франциско и США, продажа работ на аукционах, поездки в Европу. Пребывание в Испании породило серию живописных работ, оставило неизгладимый след в памяти художника и ощущение кровного родства со страной Эль Греко. Продолжилось сотрудничество с галереей Майкла Дунева в Сан-Франциско. В то же время идея «товарищества» художников никогда не оставляла АР. Эта тоска по «братству» воплотилась в созданной им в 1992 году группе «Санкт Петербург — Сан-Франциско», состоявшей первоначально из четырёх участников, петербуржцев. Они осознавали себя наследниками привезённых с собой великих традиций и преемниками нового знания, полученного в Сан-Франциско. Их выставки привлекали множество русских и американских зрителей.
1993 год прошёл в подготовке и проведении большой выставки в Москве (Национальный выставочный зал) и Петербурге (Выставочный зал Манеж). «Автопортрет в виде маски Мордехая» был выбран для пригласительного билета не случайно. АР всегда протестовал, громко и открыто. В России против отсталости и косности преподавания искусства, засилья социалистического реализма и цензуры. В Америке — против коммерческой направленности искусства, его бездуховности и предательства нравственных ценностей. «Когда Мордехай узнал всё, что делалось, разодрал одежды и возложил на себя вретище и пепел; и вышел на середину города, и взывал с воплем великим и горьким» (Ветхий Завет. Книга Эсфирь 4.1).
Глубокое разочарование в идеалах как «несвободного», так и «свободного» мира всё более приводит художника к христианству в жизни и творчестве. Истоки вдохновения для религиозной живописи АР нашёл в мудрости Ветхого и Нового Завета, в живописи и иконах Древней Руси. Поддержку у русских религиозных философов — С. Булгакова, Н. Бердяева, В. Соловьёва и, особенно, Отца Павла Флоренского — священника, энциклопедиста, погибшего в советском концлагере. Ему АР посвятил работу на тему византийской легенды «Краткое Житие Евфросина-Повара».
Последние пять лет своей жизни (1993—1997) АР жил, стремясь к добровольному одиночеству, замкнувшись в себе, своём творчестве, своём мире — строгом мире предназначения и долга. Религиозные работы этих лет, по общему мнению, отмечены магической силой воздействия. «Неверие Фомы», «Троица в тёмных тонах», «Благовещение», серия апостолов, которых художник определяет как иудео-христианских. В 1996 году АР писал: «Я не изобретаю своего искусства … Мои религиозные верования восходят к Ветхому и Новому Завету, к ранним иудео-христианам … Согласно религиозному философу Владимиру Соловьёву, иудаизм завершается в христианстве так же, как христианство заключает в себе иудаизм». В конце концов иудейские и христианские реалии совпали в духовном развитии и творчестве АР.
В 1996 году художник почти не покидал своей мастерской, как бы спеша осуществить как можно больше замыслов. Особое место занимает последняя законченная работа «Анастасис 1», в основе которой лежит апокрифическое Евангелие от Никодима 4-го века. Внутренняя жизнь художника была накалена до предела. Скончался Алек Рапопорт 4 февраля 1997 года в своей мастерской в Сан-Франциско, за работой, едва успев начать новую «Троицу».

«Тихий гений взволнованного мира … Он — из колыбели и у гроба евро-еврейской культуры, на прекрасных и наивных окраинах которой — Россия и Америка, равнинный Питер и холмистый Сан-Франциско. Он ещё и там, где нас ещё нет и где другие, неведомые нам генерации, будут с удивлением говорить „Он — наш“ … Что ж, мы так и не успели узнать от него секреты потаённой мудрости чистой совести и веры. А теперь будем в картинах искать ответы на не заданные при жизни мудреца вопросы».

## Основные персональные выставки
- 1980 — Галерея «Трифалько», Рим, Италия
- 1981 — «Образы Сан-Франциско», Галерея Э. Нахамкина, Нью-Йорк, США
- 1984 — «Образы Сан-Франциско», Университет Стоктон, США
- 1986 — «Образы Сан-Франциско», Галерея М. Дунева, Сан-Франциско, США
- 1988 — «Экуменические работы», Галерея М. Дунева, Сан-Франциско, США
- 1992 — «Россия—Америка», Музей Города, Санкт-Петербург, Россия
- 1993 — «Калифорнийские ветви—Русские корни», Манеж, Петербург, Россия; Национальный Выставочный Зал, Москва, Россия
- 1996 — «Экуменическая живопись», Галерея SOMAR, Сан-Франциско, США
- 1997 — «Последние живописные работы». Мемориальная выставка. Галерея М. Дунева, Сан-Франциско, США; «Ранние рисунки». Мемориальная выставка. Галерея Дж. Кревского «20 ВЕК», Сан-Франциско, США; «Иконы Алека Рапопорта», Международный Институт по изучению Св. Марии, Дейтонский университет, Огайо, США[15]
- 1998 — «Ангел и Пророк», Центр Искусства и Религии, Вашингтон ДС, США
- 2004 — «Образы Сан-Франциско», Центр искусств им. С. Дягилева, Санкт-Петербург, Россия[16]
- 2007 — «Алек РАПОПОРТ». Мемориальная выставка. Галерея «Бэлчер», Сан-Франциско, США

## Основные коллекции
- Гос. Русский музей, Санкт-Петербург, Россия
- Гос. Третьяковская галерея, Москва, Россия
- Гос. Эрмитаж, Санкт-Петербург, Россия
- Коллекция службы эмиграции и гражданства при американском правительстве, Эллис Айлэнд музей, Нью-Джерси, США
- Личная коллекция Папы Иоанна-Павла II, Ватикан, Италия
- Международный Институт по изучению Св. Марии, Университет Дэйтон, Охайо, США
- Мемориальный музей им. И.Магнеса, Беркли, Калифорния, США
- Музей Зиммерли, Университет Ратгерс, Нью-Брунсвик, Нью-Джерси, США
- Музей изящных искусств Почётного Легиона, Сан-Франциско, США
- Музей искусства Университета Дюк, Дюрхэм, Северная Каролина, США[17]
- Музей Калифорнии, Окланд, Калифорния, США
- Музей нонконформистского искусства, Санкт-Петербург, Россия
- Музей современного искусства, Москва, Россия
- Музей современных искусств им.С.П.Дягилева СПбГУ, Санкт-Петербург, Россия[18][19][20]

### Теоретические и полемические сочинения художника, о нём, о нонконформизме
- Rapoport A. Tradition and Innovation in the Fine Arts. Canadian-American Slavic Studies. Publisher BRILL, Volume 45, Number 2, 2011, P. 183—206 ISSN 00908290
- Боулт Дж. Перепутья. Украинский модернизм 1910—1930-е годы. Ж. Наше наследие, No 82, Москва, 2007
- From Gulag to Glasnost: Nonconformist Art from the Soviet Union. The N&N Dodge Collection. Thames and Hudson, New York, 1995
- Нонконформизм остаётся. Алек Рапопорт. ДЕАН, СПб, 2003. ISBN 5-93630-215-6
- Газаневщина. ПРП, СПб, 2004. ISBN 5-901724-09-7
- Андреева Е. Художники «газа-невской культуры». Современный ленинградский авангард. Художник РСФСР, СПб, без пагинации
- Левенгарц В. Глаза и память. Нестор-История, СПб, 2009. С.164-173. ISBN 978-5-98187-400-0
- Гуревич Л. Художники ленинградского андерграунда. Искусство,СПб, СПб, 2007. ISBN 978-5-210-01613-3
- Из Падения в Полёт. Независимое искусство Санкт-Петербурга, вторая половина XX века, СПб, 2006. ISBN 5-93630-559-7
- Рапопорт А. «Ленинградский андерграунд в Москве». СПб. «Ленинград, 70-е в лицах и личностях», СПб, без выходных данных
- 12 from the Soviet Underground. Catalogue, Berkeley, CA, 1976
- Creativity Under Duress: From Gulag To Glasnost. Catalogue, Louisville, KY, 1989
- Соловьёва Р., Манусов А. Снова ALEF. Ж. Век, No 2(5), Рига, 1990. C. 49-51.
- Островский Г. «Человек из Сан-Франциско». Вести, No 1465, 25-26/03, Тель-Авив, 1999
- La Nuova Arte Sovietica. La Biennale di Venezia. Marsilio Editori, 1977, 10-0463-8
- Soltes Ori Z. «III. Art, Politics, Literature and Religion», Art and the Holocaust. B’nai B’rith Klutznick National Museum, Washington DC. C. 6-8
- Scharlach B. California Dreamin’, Hadassah, Volume 68, Number 4, December 1986. С. 50
- Бернштейн Б. Рапопортово пространство. Собрание, No 4, Декабрь, 2006, Москва. C. 58-67. Тоже Параллелошар, No 2, Пушкинская-10, СПб, 2006, C. 59-73.
- Bernstein B. Rapoportian Space. Canadian-American Slavic Studies. Publisher Charles Schlacks, vol.41, No 2, Summer, 2007, California, USA, C. 205—216.
- Alek Rapoport. An Artist’s Journey. Album, Michael Dunev Gallery, San Francisco, 1998. ISBN 0-9661190-0-2
- Dunev M. Art of Conscience: The Paintings of Alek Rapoport. ARTS, Eleven one, 1999, New Brighton, MN, USA, C.36-37
- Юдин E. Санкт-Петербург — Сан-Франциско. Новое Русское Слово, Декабрь 28, 1992, Нью-Йорк
- Лемхин М. Осколки разбитого колосса. Панорама, No 709, Ноябрь 9-14, 1994, Лос-Анджелес
- Барановский В. Из провинции виднее. Новое Русское Слово, Февраль 28, 1995, Нью-Йорк
- Jane R. Russian Artists at OPTS Art. Asian Art News, vol.5, No1, January-February, 1995, San Francisco, CA
- Барановский В. Нонконформизм остаётся …, C.190
- Рапопорт И. Памяти Алека Рапопорта. Ж. Terra Nova, 2/8, Февраль, 2006, Campbell, CA, С. 38-39.
- Alek Rapoport. St.Petersburg — San Francisco. Catalogue, APOLLON, St. Petersburg, 1993
- Левинтов А. Алек Рапопорт и другие. Американская Россия. Москва, Полиграфикс, 1999. ISBN 5-93621-001-4. С. 209—224.

### Избранные изобразительные публикации
Образы Сан-Франциско
- San Francisco Opera, Arts Programs, 2003-04 Season, La Boheme, C. V
- Art Now/California: Gallery Guide, West Coast, May 1997, C. 34
- Art of California, Magazine, January 1990, C.68
- Contemporanea International Art Magazine, November 15 — December 20, Vol.II, No.8 58
- Encyclopedia of Living Artists in America, An illustrated guide, Third Edition, 1988, ISBN 0-940899-03-5
- ZYZZYVA, the last word: west coast writers & artists, Magazine , Vol.III, No.3
- Art & Antiques magazine, Nov. 1987, C.37
- ARTnews magazine, New York, Volume 86, Number 6, Summer 1987
- Art Now/California: Gallery Guide, West Coast and Northwest, Summer 1986
- Левинтов А. Отражения. Terra Nova 35-36, Октябрь-Декабрь 2008. C.186-193

Религиозные сюжеты
- Bible Review (BR) magazine: June 2001, volume XVII, number 3, C. 38, April 1999, volume XV, number 2, C. 48, October 1996, volume XII, number 5, C. 10
- The Learning Bible, Contemporary English Version, American Bible Society, 2000, New York. ISBN 1-58516-025-3. C. 1083, 1467
- Dunne Cl. Carl Jung: Wounded Healer of the Soul. Parabola Books, NY, 2000. C.173. ISBN 0-930407-49-0
- National Catholic Reporter magazine, December 24, 1999, C.28 (c участием в выставке «Jesus 2000,»
- The Gallery, Schimmel Center for the Arts, Pace University, NY
- Christianity and the Arts magazine: Images of Christ, Spring 1999, Vol.6, No 2, C. 25
- Modern Liturgy magazine: September 1985, Vol.12, No.6, p. 43, September 1984, Vol.11, No.6, C. 43
- CIVA — Christians in the Visual Arts: «Things to Think On» exhibit catalog, May 4-25, 1997, New Brighton, PA, C. 7. CIVA 1997—1998 Directory, p. 91; CIVA 1995—1996 Directory, C.80
- «Art and Religion: The Many Faces of Faith» exhibit, Balch Institute for Ethnic Studies, Villanova University Art Gallery, PA, July — August 22, 1997, catalog, C. 45, С.107-108 (Kay Z.Myers, стихотворное посвящение к выставленной картине АР «Judeo-Christian Apostles Simon-Peter & Saul-Paul»
- EKPHRASIS exhibit, Visual Arts Gallery, Adirondack College, Queensbury, NY, March 12 — April 16, 2009, catalog, C.50, C.51 (Kathleen McCoy, стихотворное посвящение к выставленной картине АР «Ангел Отверзает Очи и Уста Пророку»
- Cornerstone magazine, Volume 29, Issue 120, cover illustration
- Old Voices — New Faces. (Soviet) Jewish Artists from the 1920’s-1990’s. B’nai B’rith Klutznick National Jewish Museum, Washington DC, 1992, cover illustration
- The B’nai B’rith International Jewish Monthly magazine, April 1992, C. 41
- Jewish Themes: Northern California Artists. Judah L. Magnes Museum, Berkeley, January 25 — April 26, 1987. Exhibit catalog. C. 30